# Piraí do Sul
Piraí do Sul ist ein brasilianisches Munizip im Osten des Bundesstaats Paraná. Es hat 23.651 Einwohner (2022), die sich Piraienser nennen. Seine Fläche beträgt 1.345 km². Es liegt 1.027 Meter über dem Meeresspiegel.

## Etymologie
Der Name kommt aus dem Tupi und bedeutet Fischwasser: pira = Fisch und y (ü) = Wasser, Fluss.
Der erste Name der Siedlung war Mitte des 19. Jahrhunderts Bairro da Lança. Dann wurde 1872 das Dorf unter dem Namen Senhor Menino Deus gegründet. Durch Gesetzesdekret Nr. 199 vom 30. Dezember wurde es 1943 zu Piraí-Mirim. Per Staatsgesetz Nr. 2 vom 11. Oktober 1947 erhielt es den heutigen Namen Piraí do Sul.

## Geschichte
Ursprünglich lebten Guarani in großen Gebieten in der Region: Sie wurden um 1630 von Bandeirantes aus São Paulo dezimiert. Dieser Raum wurde von den Kaingang aus dem Süden und den Tupinambás aus der Serra do Mar wieder besiedelt. 
Jahrzehntelang nährte der Abbau von Mineralien den Goldzyklus, der im 18. Jahrhundert mit Hunderten von Sklaven in den Minen begann.
Mit dem Rückgang der Aktivität aufgrund der zunehmenden Erschöpfung der abbaubaren Vorkommen verlagerten sich die Explorationsfronten in Richtung der Campos Gerais.

### Besiedlung
Bereits im 16. Jahrhundert war der Caminho das Tropas bekannt, der von São Paulo über die Campos Gerais in Paraná, die Hochebene von Santa Catarina, Vacaria und andere Orte nach Viamão in Rio Grande do Sul führte. Die Eröffnung dieser historischen Straße, die von Anfang an als Caminho de Sorocaba bekannt war, geht auf die Initiative von Viehzüchtern aus dem Süden des Landes zurück, deren Handel auf den Messen von Sorocaba eine lange Tradition hat. Aus den Pousos (Rastplätzen) der Tropeiros entstanden Städte wie z. B. Jaguariaíva, Castro, Ponta Grossa, Palmeira, Campo Largo, Piraí do Sul, Lapa und Rio Negro.
Die Besiedlung des Ortes begann zu Beginn des 17. Jahrhunderts auf einem Stück Land, das dem Pater Lucas Rodrigues França gehörte, einem Sohn des Capitão-Mor João Rodrigues de França des Kapitanats Paranaguá.
Seine Fazenda lag im Tal des Flusses Piraí. Der ursprüngliche Name des Ortes war Bairro da Lança nach dem Namen einer der ersten Familien, die den Ort bewohnten.

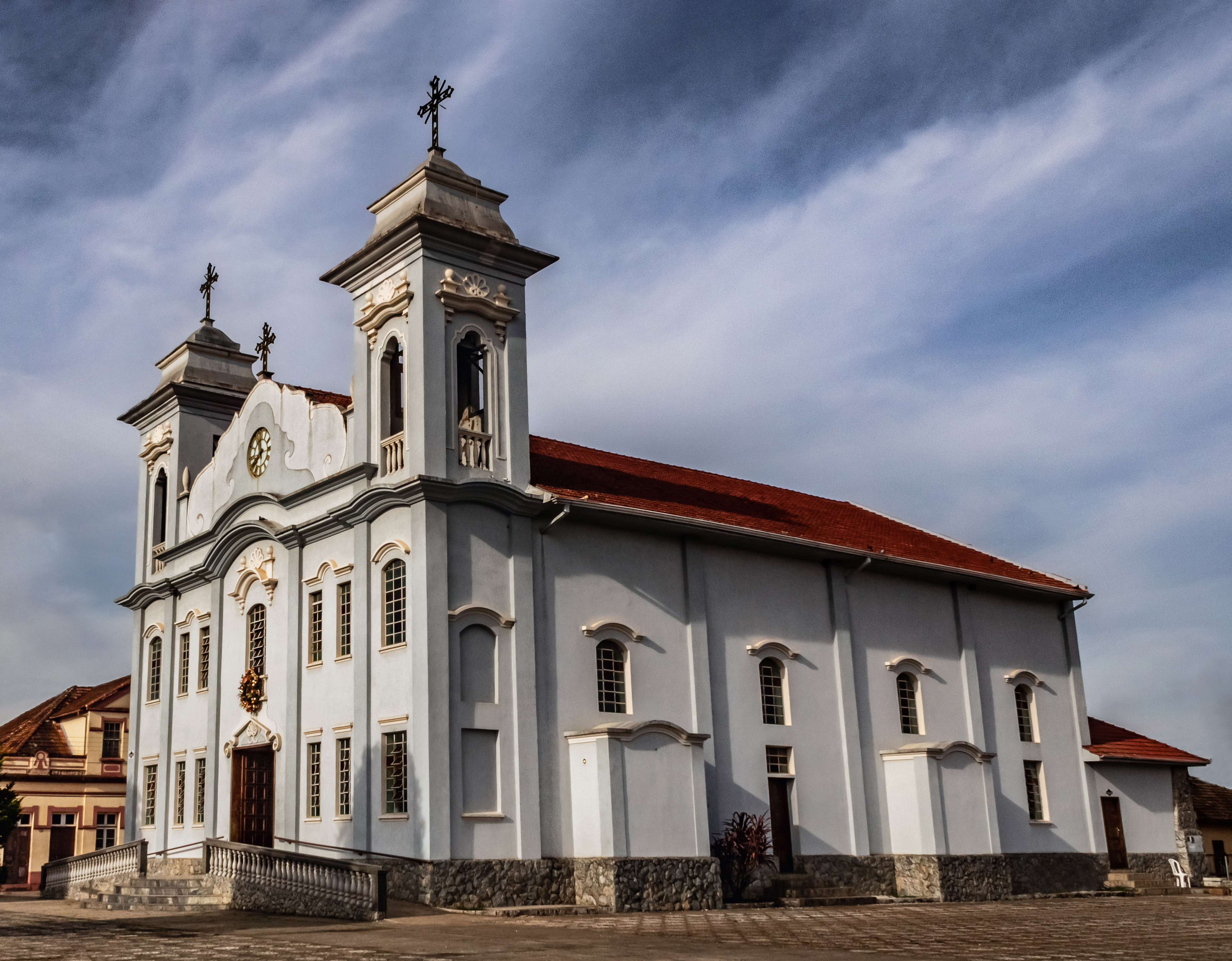
Igreja Matriz do Senhor Menino Jesus in Piraí do Sul von 1859

In der Mitte des 19. Jahrhunderts errichteten die Bewohner des Bairro da Lança die Kapelle Senhor Menino Deus. Um das neue Gotteshaus herum wurden Häuser gebaut, die die Siedlung Lança bildeten. Zu den ersten Einwohnern des Ortes gehörten João Lança, Joaquim Guerreiro, Joaquim Bueno do Amaral, Alfredo Moreira, Mariano Casimiro, Avelino Marcondes, Joaquim Rolim, Francisco Carrano, Francisco Gioff, Joaquim Gabriel, Júlio Moreira und Balduíno José Teixeira.
Im Jahr 1872 wurde die Gemeinde Pirahy unter dem Namen Senhor Menino Deus gegründet und 1881 zum Dorf erhoben.

### Erhebung zum Munizip
Piraí do Sul wurde durch das Provinzialgesetz Nr. 631 vom 5. März 1881 aus Castro ausgegliedert und in den Rang eines Munizips erhoben.

## Geografie

### Fläche und Lage
Piraí do Sul liegt auf dem Primeiro Planalto Paranaense (Planalto Atlântico oder Curitiba-Hochebene). Seine Fläche beträgt 1345 km². Es liegt auf einer Höhe von 1027 Metern.

### Vegetation
Das Biom von Piraí do Sul ist Cerrado / Mata Atlântica.

### Klima
In Piraí do Sul herrscht warmes, gemäßigtes Klima. Es gibt eine Menge Niederschläge (1629 mm pro Jahr). Selbst im trockensten Monat fällt eine Menge Regen. Die Klimaklassifikation nach Köppen und Geiger lautet Cfb. Im Jahresdurchschnitt liegt die Temperatur bei 17,5 °C.

### Gewässer
Das Munizip Piraí do Sul liegt zu zwei Dritteln im Einzugsgebiet des Tibají. Der Rio Piraí fließt durch den Ort in Richtung Süden zum Rio Iapó, einem rechten Nebenfluss des Tibají. Im Nordwesten des Munizips entspringt in der Serra Monte Negro der Rio Guaricanga, dessen Unterlauf Rio Fortaleza von links in den Rio Iapó mündet. 
Etwa 20 % werden über den Rio das Cinzas entwässert, der innerhalb des Munizips in der Serra de Furnas entspringt und nach 240 km zwischen Leópolis und Itambaracá in den Paranapanema mündet. 
Die restlichen knapp 15 % liegen im Einzugsgebiet des Itararé.

### Straßen
Piraí do Sul liegt an der PR-151 von Ponta Grossa nach Itararé. Die PR-090 führt nach Norden bis an die Paranapanema-Talsperre Capivara. 

### Nachbarmunizipien
| Ventania | Arapoti                                     | Jaguariaíva    |
| Tibagi   | Kompassrose, die auf Nachbargemeinden zeigt | Doutor Ulysses |
|          | Castro                                      |                |

## Stadtverwaltung
Bürgermeister: Henrique de Oliveira Carneiro, DEM (2021–2024)
Vizebürgermeister: Wagner Alan Zadra, PTC (2021–2024)

## Demografie

### Bevölkerungsentwicklung
| Jahr | Einwohner | Stadt | Land |
| ---- | --------- | ----- | ---- |
| 1900 | 4.441     |       |      |
| 1920 | 6.670     |       |      |
| 1940 | 9.466     | 22 %  | 78 % |
| 1950 | 11.971    | 28 %  | 72 % |
| 1960 | 11.474    | 42 %  | 58 % |
| 1970 | 15.013    | 48 %  | 52 % |
| 1980 | 17.074    | 55 %  | 45 % |
| 1991 | 19.414    | 63 %  | 37 % |
| 2000 | 21.647    | 68 %  | 32 % |
| 2010 | 23.424    | 69 %  | 31 % |
| 2021 | 23.651    |       |      |

Quelle: IBGE (2011) und Volkszählung 2022

### Ethnische Zusammensetzung
| Gruppe * | 1991    | 2000    | 2010    | wer sich als …                                                                   |
| --- | ------- | ------- | ------- | -------------------------------------------------------------------------------- |
| Weiße | 87,1 %  | 86,3 %  | 80,6 %  | weiß bezeichnet                                                                  |
| Schwarze | 3,2 %   | 2,2 %   | 2,4 %   | schwarz bezeichnet                                                               |
| Gelbe | 0,7 %   | 1,0 %   | 1,0 %   | von fernöstlicher Herkunft wie japanisch, chinesisch, koreanisch etc. bezeichnet |
| Braune | 8,5 %   | 10,4 %  | 16,0 %  | braun oder als Mischung aus mehreren Gruppen bezeichnet                          |
| Indigene | 0,0 %   | 0,0 %   | 0,0 %   | Ureinwohner oder Indio bezeichnet                                                |
| ohne Angabe | 0,5 %   | 0,1 %   | 0,0 %   |                                                                                  |
| Gesamt | 100,0 % | 100,0 % | 100,0 % |                                                                                  |
| *) Das IBGE verwendet für Volkszählungen ausschließlich diese fünf Gruppen. Es verzichtet bewusst auf Erläuterungen. Die Zugehörigkeit wird vom Einwohner selbst festgelegt. |         |         |         |                                                                                  |

Quelle: IBGE (Stand: 1991, 2000 und 2010)